# Robert Morley
Robert Adolph Wilton Morley (Semley, 26 maggio 1908 – Reading, 3 giugno 1992) è stato un attore britannico.

## Biografia
Nato a Semley, nel Wiltshire, Inghilterra, Morley ricevette un'educazione rigida, impartita presso l'Elizabeth College, nell'isola di Guernsey, e volta a fare di lui un futuro diplomatico.

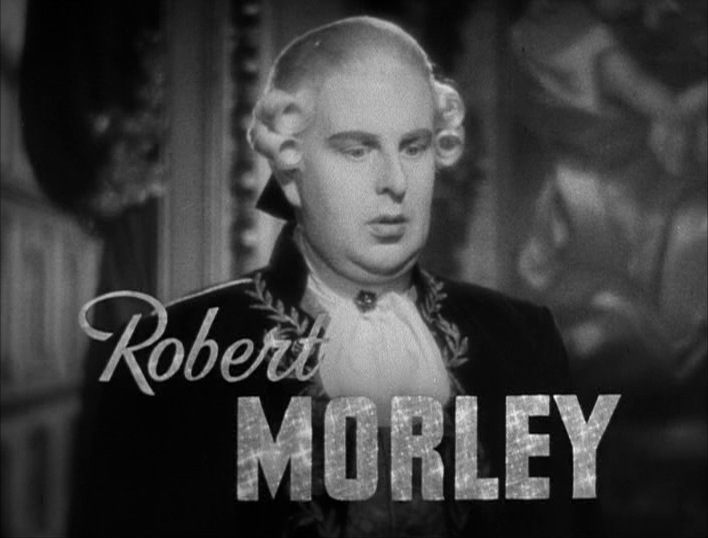
Morley nel trailer di Maria Antonietta (1938)

Dopo gli studi decise di dedicarsi alla recitazione iscrivendosi alla Royal Academy of Dramatic Art e debuttò nel 1928 a Londra nella commedia Oscar Wilde, poi ripresa a Broadway nel 1938, nel ruolo del tormentato scrittore. Altro ruolo rilevante ricoprì l'anno successivo allo Strand Theatre ne L'isola del tesoro di Robert Louis Stevenson.
Attore versatile, dal fisico rotondo, con voce persuasiva e accento upper-class, fu deputato a interpretare personaggi arguti e aristocratici come Luigi XVI nel film Maria Antonietta, che nel 1939 gli valse la candidatura all'Oscar al miglior attore non protagonista;  Re Giorgio III nel film Lord Brummell (1954), a fianco di Stewart Granger e Peter Ustinov; il missionario ne La regina d'Africa (1951), con Humphrey Bogart e Katharine Hepburn; Oscar Wilde nel film Ancora una domanda, Oscar Wilde! (1960).
Lasciò un segno distintivo anche in film come Oscar insanguinato (1973), dove impersonò un pomposo critico teatrale, orribilmente assassinato da un attore shakesperiano, da lui stroncato in una recensione. Nel 1976 partecipò al film Il giardino della felicità. Fu molto lodato dalla critica per l'interpretazione nel film Qualcuno sta uccidendo i più grandi cuochi d'Europa (1978); vinse i premi Los Angeles Film Critics Association Award, e National Society of Film Critics, come miglior attore non protagonista, ed ottenne una candidatura al Golden Globe.
Nel 1957 la regina Elisabetta II gli conferì il titolo di Commendatore dell'Ordine dell'Impero Britannico.
Sir Morley morì nel 1992 a Reading, nel Berkshire, all'età di 84 anni.

## Curiosità
L'ispettore Bloch, personaggio del fumetto italiano Dylan Dog, ha le sembianze di Robert Morley.

## Filmografia parziale

### Cinema
- Maria Antonietta (Marie Antoinette), regia di W. S. Van Dyke (1938)
- You Will Remember, regia di Jack Raymond (1941)
- Il maggiore Barbara (Major Barbara), regia di Gabriel Pascal e Harold French (1941)
- The Big Blockade, regia di Charles Frend (1942)
- This Was Paris, regia di John Harlow (1942)
- Partners in Crime, regia di Sidney Gilliat e Frank Launder (1942) - corto
- Audace avventura (The Foreman Went to France), regia di Charles Frend (1942)
- Il nemico di Napoleone (The Young Mr. Pitt), regia di Carol Reed (1942)
- I Live in Grosvenor Square, regia di Herbert Wilcox (1945)
- The Ghosts of Berkeley Square, regia di Vernon Sewell (1947)
- La stanzetta sul retro (The Small Back Room), regia di Michael Powell ed Emeric Pressburger (1949)
- L'avventuriero della Malesia (Outcast of the Islands), regia di Carol Reed (1951)
- La regina d'Africa (The African Queen), regia di John Huston (1951)
- Curtain Up, regia di Ralph Smart (1952)
- La storia di Gilbert e Sullivan (The Story of Gilbert and Sullivan), regia di Sidney Gilliat (1953)
- Sulle ali del sogno (Melba), regia di Lewis Milestone (1953)
- Il tesoro dell'Africa (Beat the Devil), regia di John Huston (1953)
- The Final Test, regia di Anthony Asquith (1954)
- L'età della violenza (The Good Die Young), regia di Lewis Gilbert (1954)
- The Rainbow Jacket, regia di Basil Dearden (1954)
- Lord Brummell (Beau Brummell), regia di Curtis Bernhardt (1954)
- L'arciere del re (Quentin Durward), regia di Richard Thorpe (1955)
- Amami... e non giocare (Loser Takes All), regia di Ken Annakin (1956)
- Il giro del mondo in 80 giorni (Around the World in Eighty Days), regia di Michael Anderson (1956)
- Benvenuto a Scotland Yard! (Law and Disorder), regia di Charles Crichton (1958)
- La bionda e lo sceriffo (The Sheriff of Fractured Jaw), regia di Raoul Walsh (1958)
- Il dilemma del dottore (The Doctor's Dilemma), regia di Anthony Asquith (1958)
- Il viaggio (The Journey), regia di Anatole Litvak (1959)
- Il diavolo nello specchio (Libel), regia di Anthony Asquith (1959)
- La battaglia dei sessi (The Battle of the Sexes), regia di Charles Crichton (1959)
- Ancora una domanda, Oscar Wilde! (Oscar Wilde), regia di Gregory Ratoff (1960)
- The Young Ones, regia di Sidney J. Furie (1961)
- I cinque ladri d'oro (Go to Blazes), regia di Michael Truman (1962)
- Astronauti per forza (The Road to Hong Kong), regia di Norman Panama (1962)
- The Boys, regia di Sidney J. Furie (1962)
- Giuseppe venduto dai fratelli, regia di Irving Rapper e Luciano Ricci (1962)
- 9 ore per Rama (Nine Hours to Rama), regia di Mark Robson (1963)
- Assassinio al galoppatoio (Murder at the Gallop), regia di George Pollock (1963)
- Il castello maledetto (The Old Dark House), regia di William Castle (1963)
- Prendila è mia (Take Her, She's Mine), regia di Henry Koster (1963)
- Ladies who do, regia di C.M. Pennington-Richards (1963)
- Troppo caldo per giugno (Hot Enough for June), regia di Ralph Thomas (1964)
- Schiavo d'amore (Of Human Bondage), regia di Ken Hughes (1964)
- Topkapi, regia di Jules Dassin (1964)
- Gengis Khan il conquistatore (Gengis Khan), regia di Henry Levin (1965)
- Quei temerari sulle macchine volanti (Those Magnificent Men in Their Flying Machines or How I Flew from London to Paris in 25 hours 11 minutes), regia di Ken Annakin (1965)
- Poirot e il caso Amanda (The Alphabet Murders), regia di Frank Tashlin (1965)
- Sherlock Holmes: notti di terrore (A Study in Terror), regia di James Hill (1965)
- Il caro estinto (The Loved One), regia di Tony Richardson (1965)
- Flagrante adulterio (Life at the Top), regia di Ted Kotcheff (1965)
- Hotel Paradiso, regia di Peter Glenville (1966)
- Un avventuriero a Tahiti (Tendre Voyou), regia di Jean Becker (1966)
- Stazione luna (Way... Way Out), regia di Gordon Douglas (1966)
- Finders Keepers, regia di Sidney Hayers (1966)
- La grande sfida a Scotland Yard (The Trygon Factor), regia di Cyril Frankel (1966)
- Sette volte donna (Woman Times Seven), regia di Vittorio De Sica (1967)
- Milioni che scottano (Hot Millions), regia di Eric Till (1968)
- Alcune ragazze lo fanno (Some Girls Do), regia di Ralph Thomas (1969)
- La forca può attendere (Sinful Davey), regia di John Huston (1969)
- Twinky, regia di Richard Donner (1970)
- Doctor in Trouble, regia di Ralph Thomas (1970)
- Cromwell - Nel suo pugno la forza di un popolo (Cromwell), regia di Ken Hughes (1970)
- Song of Norway, regia di Andrew L. Stone (1970)
- Ora zero: operazione oro (When Eight Bells Toll), regia di Étienne Périer (1971)
- Oscar insanguinato (Theatre of Blood), regia di Douglas Hickox (1973)
- Il giardino della felicità (The Blue Bird), regia di George Cukor (1976)
- Qualcuno sta uccidendo i più grandi cuochi d'Europa (Who Is Killing the Great Chefs of Europe?), regia di Ted Kotcheff (1978)
- Il fattore umano (The Human Factor), regia di Otto Preminger (1979)
- Beniamino segugio celeste (Oh Heavenly Dog), regia di Joe Camp (1980)
- Giallo in casa Muppet (The Great Muppet Caper), regia di Jim Henson (1981)
- Avventurieri ai confini del mondo (High Road to China), regia di Brian G. Hutton (1983)
- Il vento (The Wind), regia di Nico Mastorakis (1986)
- Agente Porter al servizio di Sua Maestà (The Trouble with Spies), regia di Burt Kennedy (1987)

### Televisione
- Alfred Hitchcock presenta (Alfred Hitchcock Presents) – serie TV, episodio Specialità della casa (1959)
- The Dick Powell Show – serie TV, episodio 2x13 (1962)
- La grande espansione – film TV (1974)
- Giallo in casa Muppet – film TV (1981)
- The Old Men at the Zoo – miniserie BBC Television (1983)
- Alice nel Paese delle Meraviglie – miniserie BBC television (1985)
- Little Dorrit – miniserie BBC Television (1988)
- Ricordi di guerra (War and Remembrance) – miniserie TV (1988)
- Il giro del mondo in 80 giorni (Around the World in 80 Days) – miniserie TV (1989)

## Carriera teatrale
- Dr Syn, Hippodrome (Margate), 1928
- L'isola del tesoro, Stand theatre 1929
- Playhouse Oxford, Festival di Cambridge, 1931-33
- Up in the air, Royality theatre, Londra, 1933
- Touring di Sir Francis Benson, 1934-35
- Compagnia di Peter Bull, Perranporth, Cornovaglia 1935
- Oscar Wilde, Gate theatre studio, Londra 1936
- The Great Romancer, Stand theatre, 1937
- Pigmalione (Henry Higgind), Old Vic theatre, 1937
- Oscar Wilde, Broadway (New York), 1938
- Springtime for Henry, Perranporth, 1939
- Gioco con il fuoco, Theatre Royal Brighton, 1941
- Il signore resta a pranzo (Sheridan Whiteside), Savoy Theatre, 1941-43
- Staff dance (Charles), 1944
- Il primo gentiluomo (Principe reggente), New theatre and Savoy, 1945-46
- Eduardo, mio figlio (Arnold Holt), Majesty's theatre 1947
- Martin Beck theatre, New York 1948; Australia 1949; Nuova Zelanda 1950
- La capannina (Philip), Lyric Theatre 1950
- Hippo dancing (Hippo), 1954
- Fanny (Panisse), musical 1956
- The Tunnel of Love, 1957
- Hook, Line and Sinker (Sebastian Leboeuf), Piccadilly Theatre 1958
- Ancora una volta, con sentimento, New Theatre 1959
- Il molto onorevole ministro (Mr Arsano), Phoenix Theatre 1960
- Mr Rhodes, Theatre Royal Windsor 1961
- A time to laugh (The Bishop), Piccadilly 1962
- Il suono di Morley (Show Touring), Australia 1962-63
- Halfway up the tree (sir Mallalieu Fitzbuttress), Queens Theatre 1967
- How the other half loves (Franck Foster), Lyric 1970; Nord America 1972; Australia 1973
- A ghost on tiptoe (Barnstable), 1974
- Banana ridge (Pound), Savoy Theatre 1976
- Robert Morley talks to everyone, touring 1978
- Picture of Innocence, Canada 1979
- The Old country (Hilary) di Alan Bennett, Theatre Royal Sidney, 1980

## Doppiatori italiani
Nelle versioni in italiano delle opere in cui ha recitato, Robert Morley è stato doppiato da:
- Carlo Romano in Maria Antonietta, Il viaggio, Ancora una domanda, Oscar Wilde!, Prendila è mia, Gengis Khan il conquistatore, Sherlock Holmes: notti di terrore, Twinky
- Giorgio Capecchi ne La battaglia dei sessi, Astronauti per forza, Giuseppe venduto dai fratelli, 9 ore per Rama, Assassinio al galoppatoio, Il castello maledetto, Topkapi
- Mario Besesti ne Il tesoro dell'Africa, L'età della violenza, Lord Brummell, L'arciere del re
- Elio Pandolfi ne L'avventuriero della Malesia, Troppo caldo per giugno, Giallo in casa Muppet, Fuori l'autore
- Renato Turi in Quei temerari sulle macchine volanti, Stazione luna, La grande sfida a Scotland Yard
- Luigi Pavese in Poirot e il caso Amanda, Il caro estinto
- Gino Donato ne Il fattore umano, Avventurieri ai confini del mondo
- Amilcare Pettinelli ne La regina d'Africa
- Gino Baghetti ne Il giro del mondo in 80 giorni (1956)
- Manlio Busoni in Hotel Paradiso
- Sandro Tuminelli in Oscar insanguinato
- Giorgio Piazza ne Il giardino della felicità
- Sergio Graziani in Qualcuno sta uccidendo i più grandi cuochi d'Europa
- Gianni Musy in Specialità della casa
- Pino Ferrara in Agente Porter al servizio di Sua Maestà
- Dante Biagioni ne Il giro del mondo in 80 giorni (1989)
- Antonio Paiola in Ricordi di guerra (ridoppiaggio)

## Riconoscimenti
Premi Oscar 1939 – Candidatura all'Oscar al miglior attore non protagonista per Maria Antonietta